# Roger David Kornberg
Roger David Kornberg (St. Louis, 24 aprile 1947) è un biochimico statunitense, premio Nobel per la chimica nel 2006.
È professore di biologia strutturale alla Stanford University.
Kornberg ha vinto il premio Nobel per la chimica nel 2006 per lo studio sulle basi molecolari della trascrizione dei geni negli eucarioti. Il padre, Arthur Kornberg, è stato professore alla Stanford University e ha vinto il premio Nobel per la medicina nel 1959.

## Biografia
Roger è il primo dei tre figli avuti da Arthur Kornberg e sua moglie Sylvy. Il premio Nobel vinto dal padre Arthur Kornberg fu dovuto ai suoi intensi studi sul trasferimento delle informazioni genetiche da una molecola di DNA ad un'altra. I Kornberg sono la sesta coppia padre-figlio ad aver vinto dei premi Nobel.
Per alcuni periodi della sua giovinezza, Roger lavorò come biochimico nei laboratori coordinati dal padre Arthur.
Kornberg si laureò all'Università di Harvard nel 1967, conseguendo poi il dottorato alla Stanford University nel 1972. In seguito iniziò a fare il ricercatore presso il Medical Research Council, nel Laboratory of Molecular Biology di Cambridge, nel Regno Unito. Entrò alla Harvard Medical School nel 1976 e divenne assistente professore nel dipartimento di chimica biologica. Kornberg nel 1978 ritorno a Stanford come docente del dipartimento di biologia strutturale tra il 1984 e il 1992.
Kornberg è membro della United States National Academy of Sciences e della American Academy of Arts and Sciences.
Il fratello più giovane di Roger Kornberg, Thomas Bill Kornberg, scoprì la DNA polimerasi II e III nel 1970 ed è attualmente un biochimico della Università della California, a San Francisco.

## Premio Nobel
Per utilizzare le informazioni contenute nei geni (e quindi in filamenti di DNA), un organismo deve essere in grado di renderle disponibili per altre strutture della cellula, come ad esempio i ribosomi, deputati alla produzione di proteine. Le proteine sono utilizzate per costruire e regolare l'organismo. I ribosomi sono in grado di produrre proteine a partire da mRNA, un acido nucleico simile ma non identico al DNA. Il processo di copia da DNA a mRNA viene chiamato trascrizione. Quello da mRNA a proteina traduzione (o sintesi proteica).
Roger Kornberg è stato il primo a tracciare un quadro preciso di come operi effettivamente la trascrizione a livello molecolare negli importanti organismi eucarioti (organismi caratterizzati da cellule dotate di nucleo). I mammiferi (e l'uomo) sono inclusi in questa categoria..

## Premi
Ha ricevuto i seguenti premi:
- 1997: Harvey Prize from the Technion
- 2002: ASBMB-Merck Award
- 2002: Pasarow Award in Cancer Research
- 2002: Le Grand Prix Charles-Leopold Mayer
- 2005: General Motors Cancer Research Foundation's Alfred P. Sloan Jr. Prize[2]
- 2006: Premio Nobel per la chimica